# Dorit Rabinyan
Dorit Rabinyan ( em hebraico:  דורית רביניאן  ; nascida em 25 de setembro de 1972) é uma escritora e roteirista israelense.

## Biografia
Ela nasceu em Kfar Saba, Israel, em uma família iraniana-judaica. Ela publicou três romances, dois dos quais foram amplamente traduzidos. Ela também publicou uma coleção de poesia e um livro infantil ilustrado. Ela também escreve para a televisão. Seu primeiro romance, Persian Brides, ganhou o prêmio Jewish Quarterly-Wingate em 1999.
Ela era amiga íntima do artista palestino Hasan Hourani e escreveu um elogio para ele no The Guardian após sua morte em 2003.
Seu romance de 2014, Gader Haya (inicialmente conhecido como Borderlife em inglês, posteiormente publicado como All the Rivers ), que conta uma história de amor entre uma mulher israelense e um homem palestino, tornou-se o centro de uma controvérsia. O romance foi bem recebido e ganhou o Prêmio Bernstein. Em 2015, um comitê de professores solicitou que o romance fosse adicionado ao currículo recomendado para as aulas de literatura hebraica do ensino médio.
Um comitê do Ministério da Educação de Israel considerou o livro inapropriado e se recusou a adicioná-lo, alegando, de acordo com o The Economist, que ele promove o casamento inter-racial e a assimilação. Dalia Fenig, o principal membro do comitê, argumentou que o livro "poderia fazer mais mal do que bem" neste momento de tensões elevadas, embora ela tenha notado que o livro não foi banido e pode ser adicionado no próximo ano. A decisão gerou protestos de professores e diretores do ensino médio e do político de oposição Isaac Herzog. As vendas do livro aumentaram após a proibição.
Em 2000, e novamente em 2002, Rabinyan recebeu o Prêmio do Primeiro Ministro para Obras Literárias Hebraicas.

## Livros
- Sim, sim, sim (poesia), 1991 [כן, כן, כן Ken, Ken, Ken ],ISBN 978-965-411-0358
- Persian Brides (romance), 1995 [סמטת השקדיות בעומריג'אן Simtat Ha-Shkediyot Be-Oumrijan ], traduzido para o inglês, 1998,ISBN 978-080-761-4303
- Our Weddings (Strand of a Thousand Pearls) (romance), 1999 [החתונות שלנו Ha-Chatunot Shelanu ], traduzido para o inglês, 2001,ISBN 978-037-550-8110
- E onde eu estava? (livro ilustrado), 2006 [אז איפה הייתי אני Az Eifo Hayiti Ani? ]
- Gader Haya ("Hedgerow" - título em inglês: All the Rivers, romance), 2014 [גדר חיה Gader Chaya ]ISBN 978-965-132-4581